# Národní strategie rozvoje cyklistické dopravy České republiky
Národní strategie rozvoje cyklistické dopravy České republiky je programový dokument, ve kterém se český stát zavázal k podpoře cyklistické dopravy a k budování cyklostezek. Byl vytvořen usnesením vlády ČR ze dne 7. července 2004 pod č. 678. 
Sestává ze čtyř základních priorit:
- 1. Rozvoj cyklistiky jako rovnocenného prostředku dopravní obsluhy území
- 2: Rozvoj cyklistiky pro posílení cestovního ruchu
- 3: Rozvoj cyklistiky pro posílení ochrany životního prostředí a zdraví
- 4: Zajištění koordinace s dalšími rezorty a subjekty

Garantem strategie je Ministerstvo dopravy ČR, vykonavatelem Centrum dopravního výzkumu Olomouc.